# DR HD
DR HD (Danmarks Radio HD) war hochauflösendes Vollprogramm von Danmarks Radio.
Der Sendebetrieb startete am 1. November 2009. Alle auf DR HD ausgestrahlten Sendungen waren in nativem HD (720p). Neben den bekannten Empfangswegen wurde der Sender bis zu seiner Einstellung auch über Zattoo verbreitet. Am 28. Januar 2013 wurde DR HD durch den neuen Sender DR3 ersetzt.

## Empfang in Deutschland
Der Kanal war bis zu seiner Einstellung über DVB-T in weiten Teilen von Schleswig-Holstein empfangbar (nördlich des Nord-Ostsee-Kanals mit Zimmerantenne; südlich des Nord-Ostsee-Kanals mit Dachantenne und erhöhtem Aufwand).